# Шальское
Шальское — пресноводное озеро на территории Шальского сельского поселения Пудожского района Республики Карелии.

## Общие сведения
Площадь озера — 9 км², площадь водосборного бассейна — 949 км², располагается на высоте 33 метров над уровнем моря.
Котловина ледникового происхождения.
Форма озера продолговатая: оно вытянуто с юго-запада на северо-восток. Берега каменисто-песчаные, преимущественно заболоченные.
Через озеро течёт река Шалица, которая является притоком реки Водлы, впадающей в Онежское озеро.
В северо-восточную оконечность Шальского впадает река Сума-Шальская.
Ближе к юго-западной оконечности озера расположен один относительно крупный (по масштабам водоёма) остров без названия.
Средняя амплитуда колебания уровня составляет 0,7 м.
Рыба: сиг, щука, плотва, лещ, судак, окунь, налим, ёрш.
Населённые пункты и автодороги вблизи водоёма отсутствуют.
Код объекта в государственном водном реестре — 01040100411102000019649.